# AnimeJapan
AnimeJapan es una convención anime japonés, que se celebró por primera vez en el centro de exposiciones Tokyo Big Sight en Tokio en marzo de 2014. Fue creado a partir de la fusión de la Tokyo International Anime Fair con el Anime Contents Expo. Está organizado por el comité ejecutivo del AnimeJapan con el apoyo de la Asociación de animaciones japonesas y la Asociación de editores de manga.

## Comité ejecutivo
El comité ejecutivo del AnimeJapan se compone de las siguientes 19 empresas:
- Animate
- Aniplex
- Bandai Namco Filmworks (también conocido como Sunrise)
- Bandai Visual
- Frontier Works
- Geneon Universal Entertainment
- Kadokawa Corporation
- King Records
- Marvelous AQL
- NBCUniversal Entertainment Japan
- Nihon Ad Systems
- Nippon Animation
- Pierrot
- Pony Canyon
- Production I.G
- Satelight
- Shogakukan-Shueisha Productions
- Tezuka Productions
- Toei Animation
- TMS Entertainment

## Eventos históricos
| Fecha                  | Asistencia | Expositores | Ubicación              |
| ---------------------- | ---------- | ----------- | ---------------------- |
| 22-23 de marzo de 2014 | 111.252    | +100        | Tokyo Big Sight, Tokio |
| 20-22 de marzo de 2015 | 121.540    | +100        | Tokyo Big Sight, Tokio |
| 25-27 de marzo de 2016 | 135.323    | +100        | Tokyo Big Sight, Tokio |
| 23-26 de marzo de 2017 | 145,453    | +100        | Tokyo Big Sight, Tokio |